# Graf von Roucha
Der Titel Graf von Roucha, auch Graf von Rocca, französisch Comte de Roucha, geht auf die Lusignans zurück, wurde aber auch in venezianischer Zeit beibehalten.
Das Amt fiel 1503 mit dem Tod von Helena von Grenier, Tochter von Morfo von Grinier (Grenier), vakant. 1521 wurde der Titel nach einer Zahlung von 1.500 Dukaten an den orthodoxen Zyprioten Efgenios (Zeno) Singriticus verliehen. Seiner Petition an den Rat der Zehn, diese Zahlung in der Ernennungsurkunde nicht zu erwähnen, kam man gerne nach. 1528 wurde der Rang zu einem erblichen Titel umgewandelt. Sein Nachfolger wurde sein Sohn Jakobus Singriticus (Zacho, Zacco, Jacopo, Giacomo), der 1521 in Venedig von dem Dogen Antonio Grimani zum Ritter geschlagen worden war.
Der Titel war 1544 mit dem dritthöchsten Rang unter den Adeligen der Insel verbunden, nach den Baronen von Jaffa und Karpas. Nach Jakobus’ Tod 1563 wurde sein ältester Sohn Efgenios (Zegno) Graf von Rocca. Er gab 10.000 Dukaten für den Bau der Stadtmauern von Nikosia, es gelang ihm auch, Spenden von anderen zyprischen Adeligen einzutreiben. Die Bastion von Roccas trägt noch heute seinen Namen. Efgenios als Anführer der venezianischen Truppen wurde zusammen mit seinem Bruder, dem Visconte von Nikosia, bei der Verteidigung von Nikosia gegen die Osmanen getötet. Mit ihm erlosch der Titel.